# أندرياس فيشر
أندرياس فيشر (بالألمانية: Andreas Fischer)‏ (20 أكتوبر 1964 بادربورن ألمانيا - ) هو لاعب كرة قدم ألماني يلعب كلاعب وسط.

## روابط خارجية
- أندرياس فيشر على موقع قاعدة بيانات كرة القدم.إي يو (الإنجليزية)
- أندرياس فيشر على موقع بيانات كرة القدم. دي إي (الألمانية)
- أندرياس فيشر على موقع عالم كرة القدم.نت (الإنجليزية)